# Lesiczarka
Lesiczarka (bułg. Лесичарка) – wieś w Bułgarii, w obwodzie Gabrowo, w gminie Gabrowo. Według danych szacunkowych Ujednoliconego Systemu Ewidencji Ludności oraz Usług Administracyjnych dla Ludności, 15 marca 2016 roku miejscowość liczyła 86 mieszkańców.

## Źródła
Wokół miejscowości istnieje wiele źródeł z pitną wodą. W samej wsi znajduje się 10 źródełek, a 6 z nich mają wybudowane koryta i płyty. Najsłynniejsze z nich to: Iljowoto kładencze, Kaluwija kładenec.

## Historia
Miejscowość pierwszy raz była wzmiankowana w 1550 roku z opisu. W 1855 roku otwarto szkołę cerkiewną. W 1909 r. pragnienie wiedzy i edukacji doprowadziło do założenia „Towarzystwa edukacyjnego Swoboda”, które ze względu na wielkie zainteresowanie, w 1915 r. przekształciło się w czitaliszte Swoboda, które istnieje do dziś.

## Osoby związane z miejscowością
- Todor Griginow (1870–1940) – bułgarski generał
- Stefana Girginowa (1917–1943) – bułgarska partyzantka
- Wenko Wenkow (1921) – bułgarski śpiewak operowy